# どら焼き
どら焼き（銅鑼焼き、ドラ焼き、どらやき）は通常、やや膨らんだ円盤状のカステラ風生地2枚に、小豆餡を挟み込んだ膨化食品の和菓子。蜂蜜を入れて焼き上げることでしっとりとしたカステラ生地にしたもの。
蜂蜜やみりん等で保湿や香りづけの工夫をしたものが多いが、他にも醤油、塩、麹、日本酒、抹茶、黒糖など加える配合のバリエーションは広く、現代和菓子の定義的には三同割（さんどうわり）をどら焼きの基本配合としているのが一般的である。和菓子屋においては、三同割の配合比率を多少の加減調整したり、前述のような独自の工夫を加えた皮生地で差別化を図っている。逆に、三同割に用いられる原料のみにもかかわらず、配合比率を大きく変えた上に特殊技法を用いて独自の特色を出して製造している店舗もある。

## 起源・由来
どら焼きの名は、菓子の形状を打楽器の銅鑼（どら）に見立てたという説が有力である。しかし生地を焼く銅製の鍋が銅鑼に似ていたこと、あるいは実際に銅鑼を流用したことに由来するという異説もある。
武蔵坊弁慶が手傷を負った際にとある民家で治療を受け、そのお礼に小麦粉を水で溶いて薄く伸ばしたものを熱した銅鑼に引き丸く焼いた生地であんこを包んだものを振舞ったことが起源であるという伝説もある。ただしこの説は鎌倉時代に小豆餡が出来たと言われることから1189年（文治5年）に死んだとされる武蔵坊弁慶との関わりは矛盾する。
この他にも様々な異説俗説があり、どれが正解かは一概に言えない状況にある。ただいずれの説にしても銅鑼に関係している物が多いようである。
日本における粉物料理の元祖は、安土桃山時代の「麩の焼き」であるとされる。麩の焼きとは、巻いた形が巻物経典を彷彿とさせる事から、仏事用の菓子として使われていたもので、茶会の茶菓子として千利休が作らせていたという。麩の焼きが江戸に伝わり、寛永年間には麩の焼きに使われていた味噌に替わり餡を巻く「助惣焼」ができた。助惣焼はあんこ巻きと名を変え、東京都のお好み焼き屋やもんじゃ焼き屋で提供されている。
江戸時代のどら焼きは一枚の皮生地を端の部分から折りたたんでいたため、形は四角く片面の中央はあんこがむき出しであり、現在のきんつばに良く似たものであった。現代における「どら焼き」は東京上野の「うさぎ屋」で販売された編笠焼が始まりとされる。
日本で売られているどら焼きの生地は、欧米から伝わったホットケーキの強い影響を受けており、江戸時代以前のものからはかけ離れている。そのため昭和20年代頃まで現代のどら焼きとホットケーキは混同されがちであった。

## どら焼きの呼称

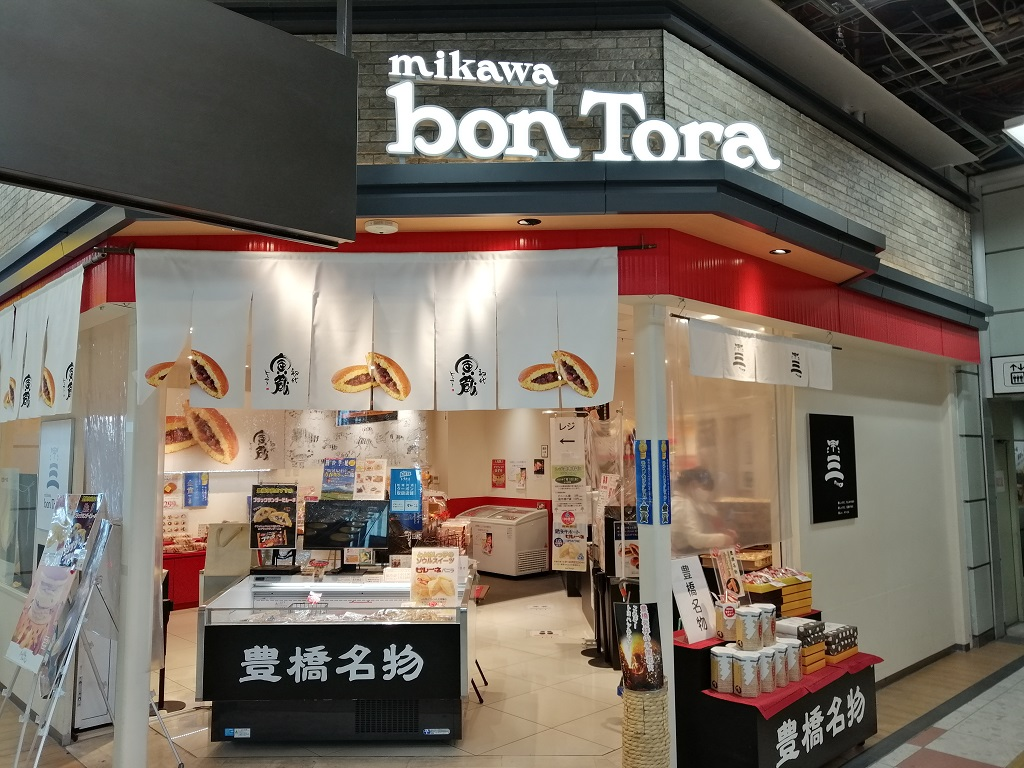
どら焼き屋（豊橋市）

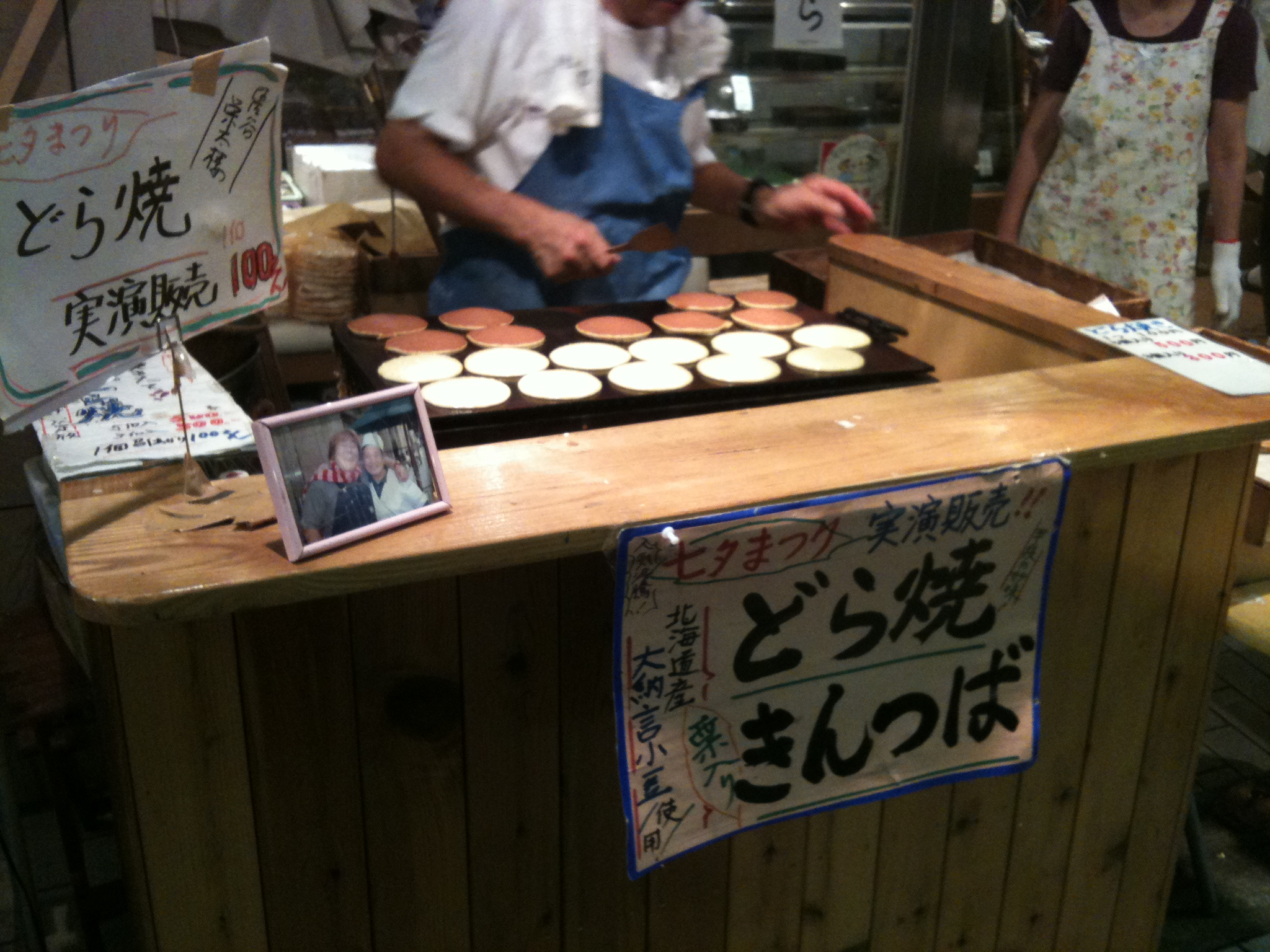
どら焼きの実演販売（東京・阿佐谷七夕まつり）

近畿方面では、今日どら焼きと呼ばれているものを「三笠」「三笠焼き」「三笠まんじゅう」「三笠山」などと呼ぶことが多い。菓子の外見が奈良県の三笠山に似た形であることに由来する名称で、古くから三笠にちなんだ名称が用いられてきたようである。
ただし、「どら焼き」と「三笠（山）」の違いに関しては地域性は無関係であるとされ、二枚の皮生地の縁を軽くおさえたものがどら焼きで、互いにくっつくようにつくったものが三笠（山）、元々皮生地が片面焼きだったものがどら焼きで両面焼きになったのが三笠（山）、どら焼きよりも皮生地を厚く焼いたのが三笠（山）など、皮生地の形状や製法に違いを求める説が一般的である。また、形状は異なるどら焼きや三笠山は、梅花亭がはじまりとも言われている。
奈良市の近鉄奈良駅近くのひがしむき商店街にある菓子店などでは、通常のサイズのものの他に直径20cm弱の大きな三笠を売っている。市内の老舗和菓子店湖月は、毎年4月19日に林神社で行われる饅頭まつりに、直径が32cmと大きいサイズのさらに2倍、餡が1.9kgも入った巨大な「みかさ」を奉納している。一方で、大阪市など関西でもどら焼きの呼称を使った商品もある。
老舗カステラ店・文明堂での商品名は「三笠山」。関西方面の三笠の呼び名は、これが起源とも云われている。名古屋市の老舗和菓子屋両口屋是清での商品名は「千なり」。富山県などでは「名月」という。

## 形状・具

### 形状
一般的には餡を円盤型の生地2枚ではさむ形だが、それとは違う形でどら焼きと称する例もある。
京都市の東寺で行われる弘法市の際、和菓子店の笹屋伊織が販売するものは、熱した鉄板の上に薄く生地を流し、棒状にしたこし餡をのせてバームクーヘン状に包んだものである。
富山県では、薄めの皮生地で餡をぐるっと包んだ長方形のどら焼きを、ななめにカットし三角形にした「三角どらやき」というものがある。また、生地を半分に折りたたんで餡を挟むものもある。
波型の「千寿せんべい」で有名な京都市に本社を置く和菓子の製造販売をする鼓月では、皮生地を波型にしたどら焼きがある。他にも、どら焼きの皮生地がハート型や猫型のものもある。

### どら焼きの具
基本的に小豆餡が使われているが、栗や餅などが入っていることもある。甘納豆入りのどら焼きもある。
変わり種として、大分県湯布院の名物でプリンを挟んだ「ぷりんどら」や、フルーツがメインの「フルーツどら焼き」や、パフェがそのままどら焼きの中に入ったようなボリュームのあるどら焼き「ぱふぇどら」、惣菜どら焼きなどがある。

## バリエーション

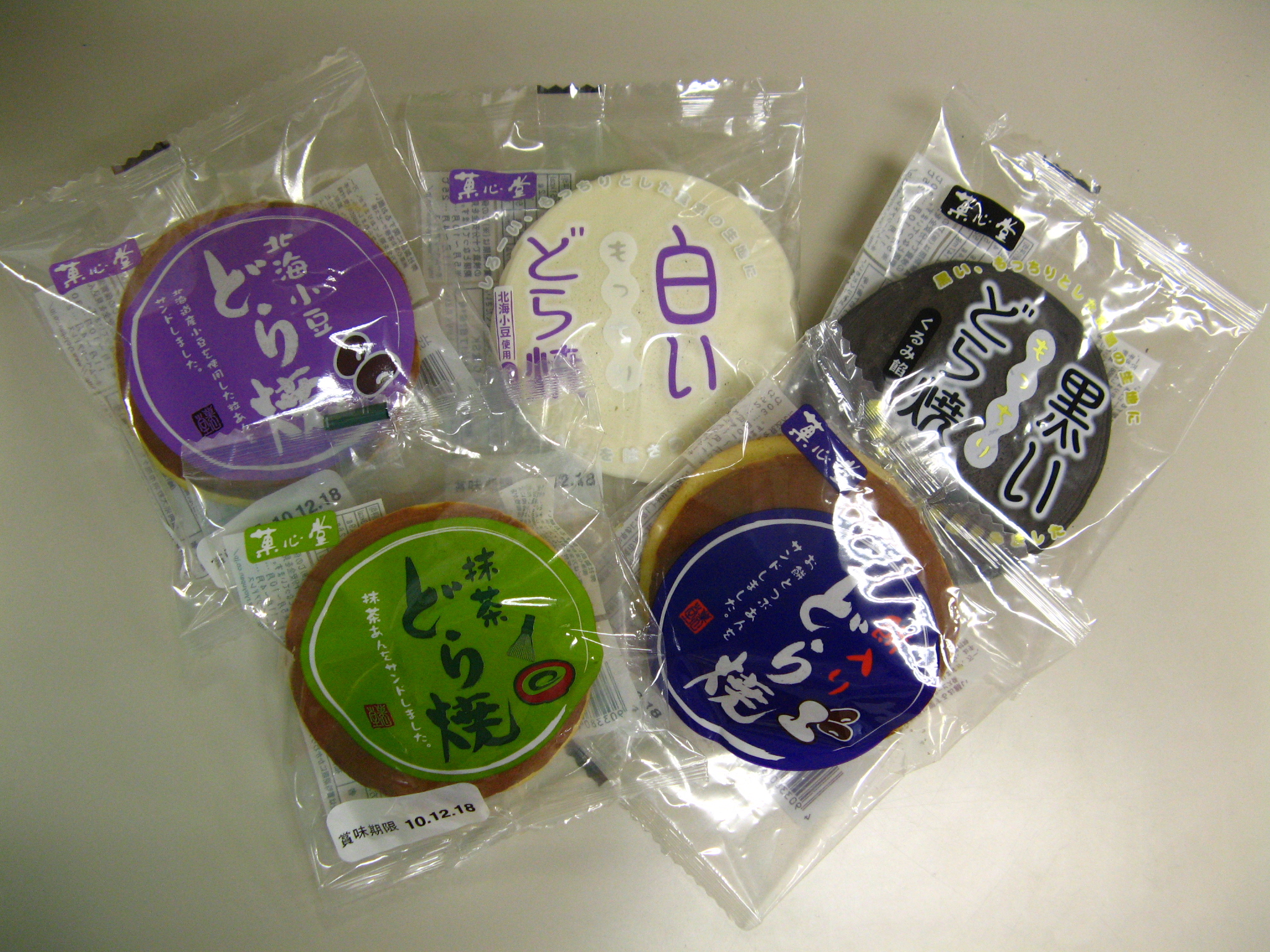
色々な、どら焼き

### 虎焼
焼成機に紙を敷いたところに生地種を流して焼き、焼きあがった後に紙側から霧吹き等をして焼き皮を剥がすと虎模様になる手法。模様に趣きがあり、焦げが全面でない分通常のどら焼とは異なる風味になる。同様の手法は、他の菓子製造においても応用されている。

### 生どら
1985年（昭和60年）に宮城県宮城郡利府町のカトーマロニエが生クリームと小豆餡をホイップして挟んだどら焼きを生どらと命名して販売開始した。続いて、同町と隣接する塩竈市にある榮太楼も生どらの販売を開始した。榮太楼は様々な種類の生どらを販売し、一躍仙台銘菓の地位を得た。
これ以降、日本各地で生どらが生産されるようになり、小豆餡の代わりに生クリームやカスタードクリーム、チョコレートクリームを入れたもの、あるいはジャム類やカットフルーツが入っているものも見られ、ワッフルを彷彿とさせる。新鮮さを保つために冷凍もしくは冷蔵で販売されていることもある。冷凍の場合は解凍または半解凍して食べる。また、アイスクリーム類を挟んだ冷凍のまま食べるものも登場している。

### どら焼きマリトッツォ
イタリアの伝統菓子「マリトッツォ」人気により、マリトッツオに似せたどら焼きがコンビニなどでも販売されている。
「生どら」のように生クリームや小豆餡が入っているのだが、生クリームの分量が多い。それに加えて苺など入っているものもある。「どらトッツォ」などとも呼ばれている。

### 蒸しどら
スポンジケーキ状に蒸し上げたどら焼き型の生地に、小豆餡やカスタードクリームなどを挟んだ和菓子を蒸しどらと呼ぶ。生地には小麦粉のほかに黒砂糖や抹茶、桜ペーストが使われることもある。正確にはどら焼きではないが、生どらと並びどら焼きから派生した菓子として全国で生産されている。

### ぬれどら焼き

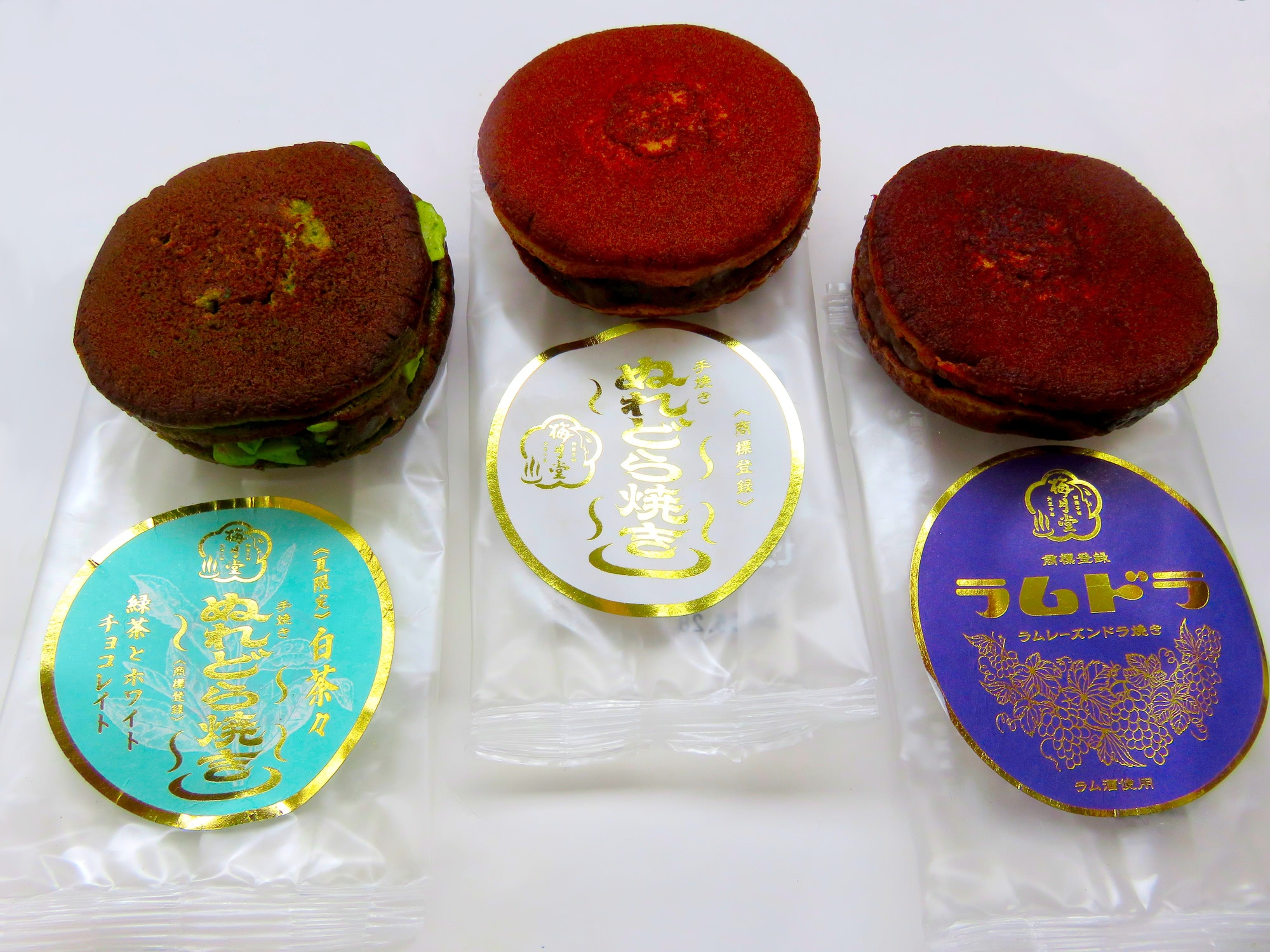
色々な、ぬれどら焼き

鹿児島県日置市東市来町にある、1921年（大正10年）に創業した菓子店の梅月堂が製造販売しているどら焼き。薄くしっとりとした手焼きの皮生地と包みきれないほど多い自家製の粒餡が日が経つ程になじみ、皮生地がしっとりさを増していく。
生地作りは、粘度が低く流れるような生地を作り、同じ大きさで薄くしっとりとした品質で焼き上げる難しい技術が必要なため、梅月堂では自分には焼けないと菓子職人を断念した者や、自分には焼けないからと焼きやすいよう配合を変えて大激怒された者までいたという逸話が残っており、職人泣かせ、または職人殺しのどら焼きと言われている。
菓子組合が主催する鹿児島で行われた教室で東京から来た講師から、どら焼きの焼き方を習った2代目が、しっとりした食べ口の良い皮生地を追求し1955年（昭和30年）頃に考案し、どら焼きの名で販売され梅月堂で隠れた人気商品となっていた品だが、複数の客から「仏壇にお供えして賞味期限ぎりぎりで食べると、もっとしっとりしておいしい」との感想を告げられた4代目がデザイナーに相談し、2014年（平成26年）より「ぬれどら焼き」の商品名に変更して販売され、その後より高品質な材料を使った「ぬれどら焼きプレミアム」として販売されている。ぬれどら焼きと名前を変えるにあたり2014年（平成26年）から皮生地以外を見直し、よく練られたこし餡に近かった粒餡も改善。
他に、ぬれどら焼きの皮生地と粒餡に、ダークラムのマイヤーズに漬けたラムレーズンを加わたアルコール度数1パーセントの菓子「ラムドラ」、季節限定商品としては桜の花と桜葉の風味を生かした「ぬれどら焼き さくら」、鹿児島県の有機緑茶とフランスのチョコレートメーカー・ヴァローナのホワイトチョコレートを合わせたチョコが餡子の上に挟んである「ぬれどら焼き白茶々」、国産の和栗を丸ごと1個包み込んだ「ぬれどら焼き和栗」などもあり、直営店や取引店で販売されている。

### 大学餡内
京都橘大学は、2022年（令和4年）6月12日のオープンキャンパスで、高校生に数量限定でどら焼き型の大学パンフレット「食べられる“大学餡内”」を配布。京都下京区の老舗和菓子店である幸福堂とのコラボレーションによるフードプリントの技術を活用したもの。どら焼きに印刷されたQRコードを読み取ると、京都橘大学2023大学案内デジタル版が閲覧出来るようになっている。

## 記念日
鳥取県米子市に本社工場を置く丸京製菓は、日本記念日協会に4月4日を「どらやきの日」として申請し、2008年（平成20年）8月30日に正式登録された。
同社が生産量世界一の「どら焼き」を米子市の新しい名物にしようと「どらやきのまち米子」を2008年（平成20年）6月に宣言し、そのプロジェクトの一環として地域の活性化を目指したことによるものである。

また、プロジェクトにより、2008年（平成20年）11月に命名権も取得し、米子市東山運動公園を「どらやきドラマチックパーク米子」と命名した。

## どら焼き関連の作品
- ドラえもん（後述）
- あん (小説) - どら焼き屋が舞台。ドリアン助川作、ポプラ社、2013年2月7日、ISBN 978-4591132371。
  - あん (オーディオドラマ)[注釈 13]
  - あん (映画)[注釈 14]

### ドラえもん

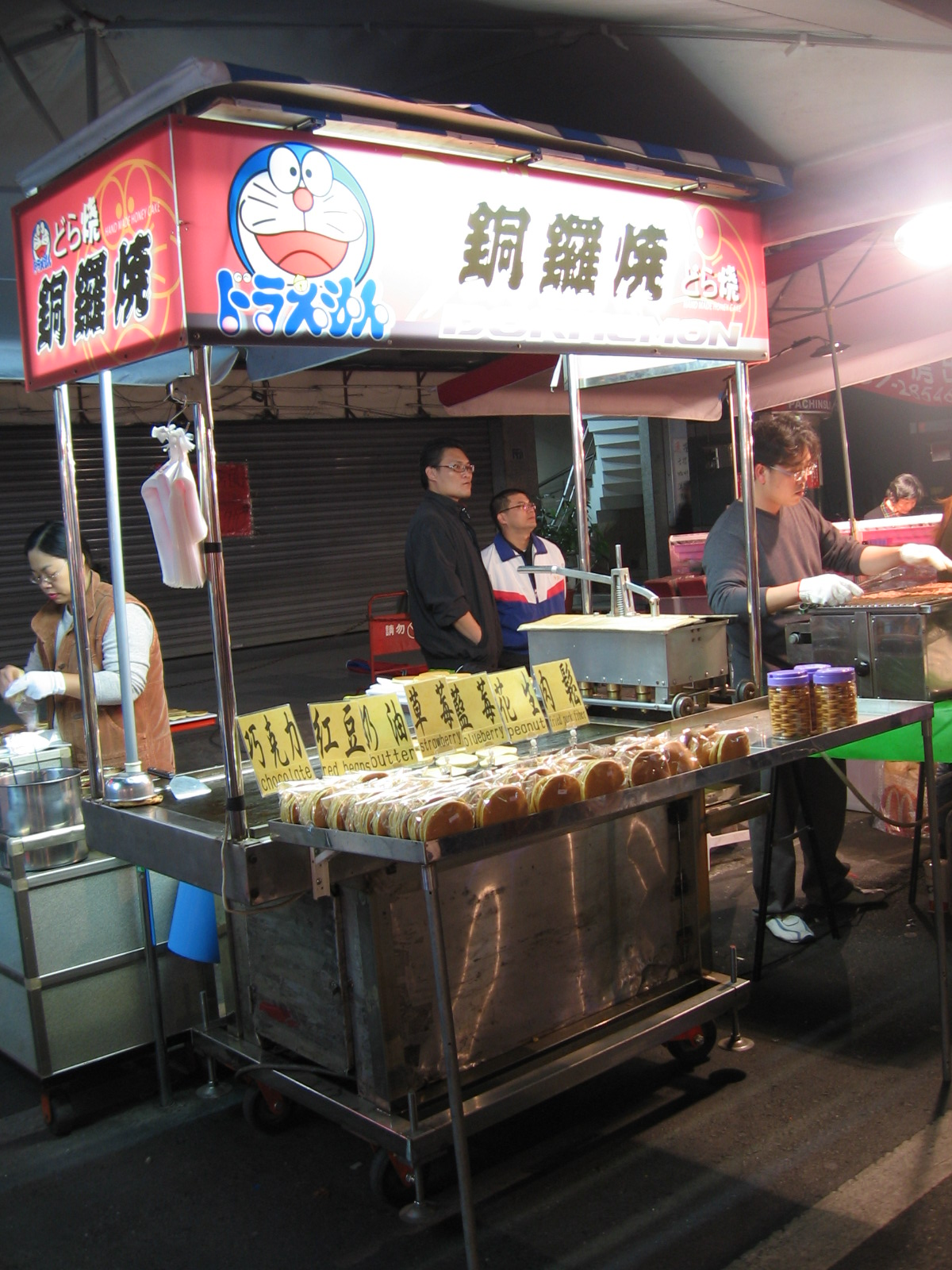
台湾高雄市の六合夜市にあるどら焼き屋

漫画及びアニメ『ドラえもん』の主人公でありネコ型ロボットであるドラえもんの大好物としても知られる。作者の出身地の富山県では身近な和菓子であり、お祝いごとや法事の際に、どら焼きを贈る習慣がある。
タイアップ商品として、かつては山崎製パンなどからドラえもんにちなんだどら焼きが製造販売されていた。2020年（令和2年）時点では文明堂よりドラえもんの焼印を付けたどら焼き「ドラえもん どら焼き」が毎年販売されており、3月の劇場版の時期及び、ドラえもんの誕生月とされる9月に販売される。なお、『ドラえもん』作中では「ドラ焼き」「ドラヤキ」「どらやき」などと表記される。
2014年（平成26年）に放送開始された米国版ドラえもんでは、どら焼きは「ヤミー・バン（yummy bun）」という名称に変更される。
派生作品であるタイムトラベルものの『ドラえもんなぜなに探検隊』では、12世紀の日本にタイムトラベルしたドラえもんが前記の弁慶がどら焼きを発明する場面に遭遇するシーンがある。「どら焼き伝説を追え!」の回でもどら焼きの歴史について語られている。